# Acacia rubescens
Acacia rubescens é uma espécie de leguminosa do gênero Acacia, pertencente à família Fabaceae.